# Shalom Harlow
Shalom Harlow (sinh ngày 5 tháng 12 năm 1973) là người mẫu, ca sĩ, diễn viên điện ảnh người Canada. Năm 2007, cô từng được tạp chí Forbes xếp thứ 13 trong danh sách 15 siêu mẫu có thu nhập cao nhất thế giới.

## Danh sách phim
- In & Out (1997), Sonya
- Cherry (1999), Leila Sweet
- Head Over Heels (2001), Jade
- Vanilla Sky (2001), Colleen
- The Salton Sea (2002), Nancy
- Happy Here and Now (2002), Muriel
- How to Lose a Guy in 10 Days (2003), Judy Green
- I Love Your Work (2003), Charlotte
- Melinda and Melinda (2004), Joan
- Game 6 (2005), Paisly Porter
- The Last Romantic (2006), Christy Tipilton
- Alvin and the Chipmunks (2007), hầu gái

## Truyền hình
- House of Style (1996–1997), dẫn chương trình
- When I Was a Girl (2001)
- The Jury (2004), Melissa Greenfield